# Słońsk
Słońsk (in tedesco Sonnenburg) è un comune rurale polacco del distretto di Sulęcin, nel voivodato di Lubusz.
Ricopre una superficie di 158,86 km² e nel 2004 contava 4 771 abitanti.